# Doğa Kaya
Doğa Kaya (* 30. Juli 1984 in Ankara) ist ein türkischer Fußballspieler.

## Karriere

### Verein
Kaya entstammt der Jugendschmiede von Gençlerbirliği Ankara und begann dort seine Profikarriere im Jahr 2002. Nach einem Jahr wurde er von 2003 bis 2006 an verschiedene Mannschaften der Süper Lig verliehen. Bei Gençlerbirliği ist dies gängige Praxis, da man das größte türkische Jugendinternat besitzt. Der Verein hat knapp 500 Spieler unter Vertrag, die an verschiedene Klubs der ersten, zweiten und dritten Liga der Türkei verliehen sind.
Im Jahr 2007 wechselte er zum Zweitligisten Eskişehirspor. Hier gelang im ersten Jahr der Aufstieg in die erste türkische Fußballliga. Mit Serdar Özbayraktar, Koray Arslan, Sezgin Coşkun und Kaya blieben lediglich vier Spieler des Aufstiegsjahres im Kader und sind auch in der Saison 2010/2011 im Team vertreten. 
Bisher absolvierte er hier 37 Erst- und Zweitligaspiele und konnte insgesamt zwei Tore erzielen.
Zum Sommer 2011 wechselte er zum Ligakonkurrenten Antalyaspor. Dieser Verein erlebte zum Saisonende einen Leistungseinbruch und schaffte erst in letzter Instanz den Klassenerhalt. Als Konsequenz wurde im Mannschaftskader eine Revision durchgeführt und viele Spieler freigestellt. Unter den freigestellten Spielern befand sich auch Kaya.
Im Sommer 2012 wechselte Kaya zum Erstligisten Sivasspor. Ausschlaggebend für den Wechsel war, dass Kaya bereits bei Eskişehirspor mit dem Trainer von Sivasspor, Rıza Çalımbay, zusammengearbeitet hatte. Einige Wochen vor der Winterpause der Saison 2012/13 wurde sein Vertrag nach gegenseitigem Einverständnis aufgelöst.
Zur Rückrunde der Spielzeit 2012/13 einigte er sich mit seinem alten Verein Gençlerbirliği Ankara und unterschrieb hier ein Vertrag über zweieinhalb Jahre. Im Sommer 2016 verließ er diesen Verein nachdem er zuvor keine Vertragsverlängerung erhalten hatte und einigte sich für die kommende Saison mit dem Zweitligisten Göztepe Izmir. Diesen Verein verließ er Anfang 2017.

### Nationalmannschaft
Doğa Kaya wurde 1999 erstmals in eine Jugendnationalmannschaft berufen und spielte bis 2005 in diversen Altersgruppen der Türkei. Dabei trug er 84 Mal das Trikot mit dem Halbmond und Stern und konnte vier Tore erzielen. Zu einer Nominierung in die A-Nationalmannschaft reichte es bisher nicht. Mit der türkischen U-16 nahm er an der U-16-Fußball-Europameisterschaft 2001 teil und schied mit seiner Mannschaft bereits in der Gruppenphase aus. 2004 nahm er mit der türkischen U-19-Auswahl an der U-19-Fußball-Europameisterschaft 2004 und erreichte die Vizeeuropameisterschaft.